# Erik Sköld (läkare)
Erik Gustav Viktor Sköld, född 29 september 1901 i Stockholm, död 13 maj 1980, var en svensk läkare.
Erik Sköld var son till handlaren Carl Viktor Sköld. Han avlade studentexamen 1921 och studerade därefter vid Karolinska Institutet där han blev medicine kandidat 1925, medicine licentiat 1932 och medicine doktor 1944. Efter förordnanden i medicinsk kemi 1924–1926, i patologi 1927–1929, i medicin 1930–1932 och vid länssanatoriet i Uttran 1933–1935 blev han 1936 underläkare vid medicinska avdelningen av Sankt Eriks sjukhus i Stockholm. Han blev 1941 biträdande och tillförordnad överläkare och 1949 ordinarie överläkare där samt vid Livförsäkringsaktiebolaget Skandia. Från 1945 var han docent i medicin vid Karolinska Institutet och från 1946 lärare vid de propedeutiska kurserna för medicinare där. Skäld utförde ett värdefullt pionjärarbete som organisatör av den första blodgivarcentralen i Sverige, som inrättades i Stockholm 1934. Hans skrifter behandlade olika ämnen inom medicin såsom hans doktorsavhandling om blödarsjuka, om tuberkulosforskning, blodtransfusionsfrågor med mera.